# Lepidlo

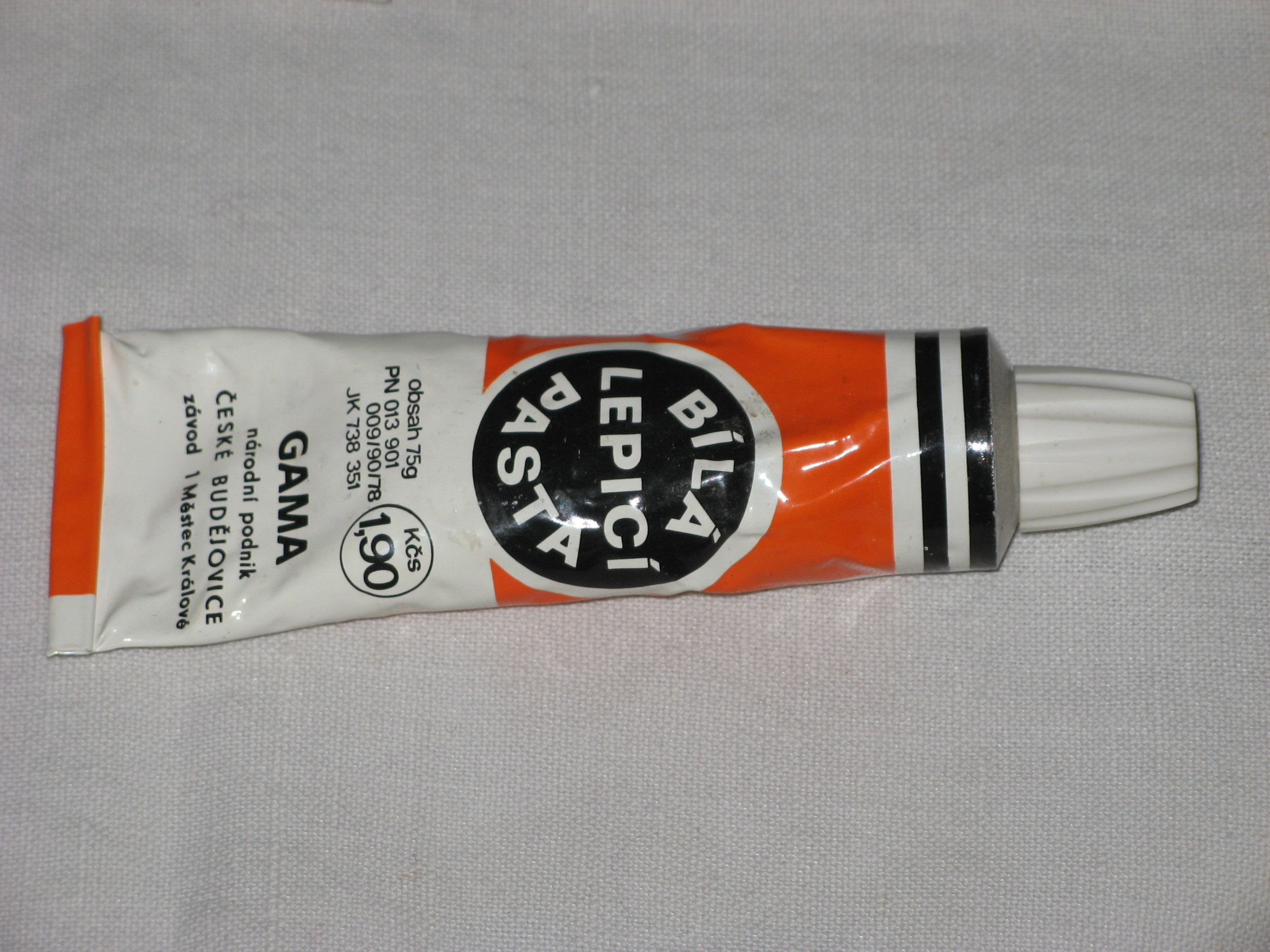
Bílá lepicí pasta

Lepidlo je látka, která umožňuje přilnutí (adhezi) povrchů pevných předmětů a tím jejich pevné spojení. Lepidlo mohou tvořit přírodní směsi nebo syntetické materiály. Využívá se v různých dílnách, kancelářích, průmyslu. Speciální velmi kvalitní lepidlové směsi pak využívají konstruktéři a modeláři.

## Historie
První lepidla byla vyrobena z přírodní gumy a pryskyřice. Lepidlo staré 10 tisíc let bylo nalezeno v Nachal Chemar. První prokázané použití lepidla pochází z doby 4000 př. n. l. Archeologové studováním pohřebních míst prehistorických kmenů našli rozbitou keramiku, která byla opravená lepkavými pryskyřicemi ze stromové šťávy. Nalezené sochy z babylonských chrámů měly oči ze slonoviny klížené do očních důlků. Tento tér jako lepidlo držel téměř 6000 let. První zmínky o lepidle a umění používat jej pocházejí přibližně z roku 2000 př. n. l. Popisují jednoduché způsoby výroby a použití živočišného lepidla.
V období 1500–1000 př. n. l. se lepidlo stalo metodou montáže. Obrazy a nástěnné malby ukazují detaily lepení dřeva. Urna z hrobky Krále Tuta ukazuje použití lepidla při stavbě. Česká muzea dnes obsahují četné umělecké objekty z hrobek egyptských faraonů, které jsou spojené nebo laminované nějakým typem živočišného lepidla.
V období prvních 500 let našeho letopočtu Římané a Řekové vyvinuli umění dýhování a intarzie, která spočívají v lepení vrstev dřeva. Z výroby živočišného a rybího lepidla byly vyvinuty další druhy lepidel, jako lepidlo z vaječných bílků používané k úpravě pergamenů se zlatými listy. Kromě vaječných bílků, používali lidé další přírodní přísady jako krev, kosti, kůži, mléko, sýr, zeleninu a zrna. Římané byli jedni z prvních, kteří použili tér a včelí vosk k utěsnění lodí.
Tajemstvím houslí, které vyrobil Antonio Stradivari, byl zvláštní proces lepení ušlechtilého dřeva.[zdroj?] Jeho princip byl zapomenut a nebylo jej možné zjistit dokonce ani dnešními sofistikovanými metodami.
Kolem roku 1700, díky rozšíření používání lepidel nastaly rychlé změny v jeho výrobě. První komerční továrna na lepidla byla otevřena v Holandsku. Lepidlo (klih) se zde vyrábělo ze zvířecí kůže.
Asi v roce 1750, byl vydán Británii první patent na výrobu rybího lepidla. Patenty poté byly rychle vydány i pro lepidla vyráběná z přírodního kaučuku, zvířecích kostí, ryb, škrobu, mléčné bílkoviny (kasein). Do roku 1900 vyrostlo mnoho továren vyrábějící lepidlo z uvedených materiálů
Průmyslová revoluce způsobila explozi v zásadních technických objevech, díky nimž mohly být pro výrobu lepidla použity nové materiály. První syntetizovaný polymer byl nitrocelulóza, termoplastický materiál odvozený z celulózy dřeva. Jeho první použití bylo při výrobě kulečníkových koulí, které byly do té doby vyráběny ze slonoviny.
Éra plastů začala objevem bakelitu v roce 1910. Během jednoho roku se lepidla používající fenolové pryskyřice dostala na trh. Ve 20., 30. a 40. letech byly syntetizovány spousty nových plastů a pryží, mnoho dalších pak během druhé světové války. Ačkoli lepidla jsou známá asi 6000 let, většina technologií pro jejich výrobu byla vyvinuta během posledních 100 let.

## Druhy lepidel

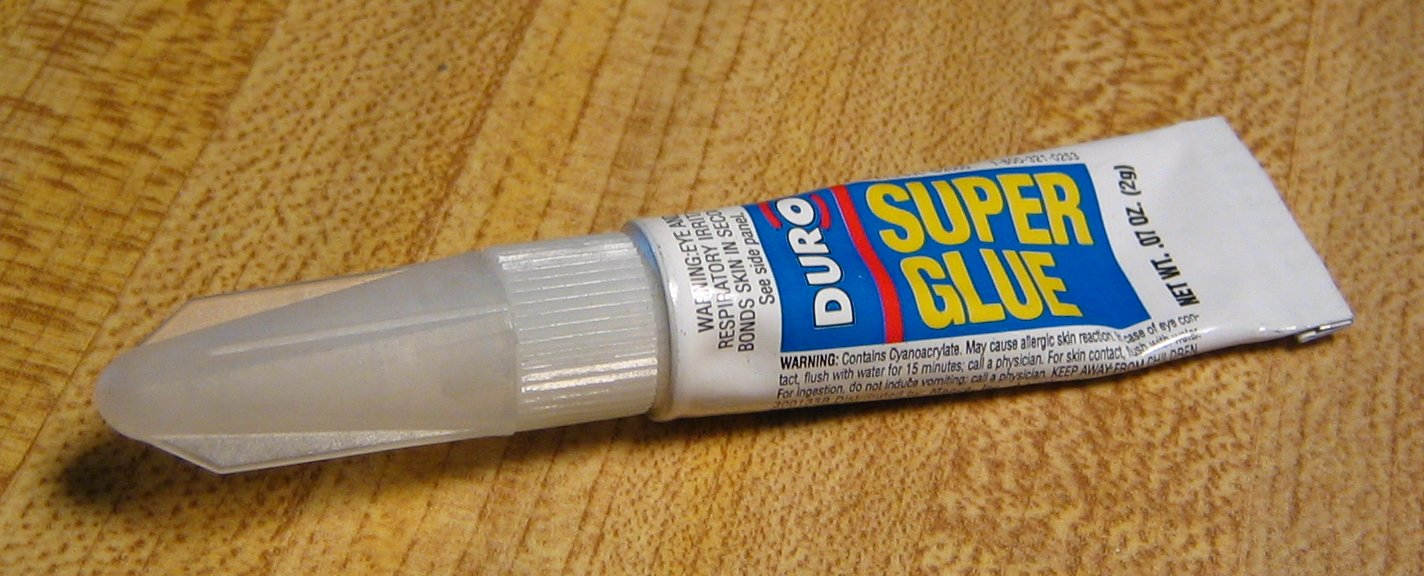
Sekundové lepidlo

- sekundová/vteřinová (kyanoakrylátová)
- epoxidová – dvousložková
- silikonová
- UV lepidla
- konstrukční a montážní
- pro upevňování válcových spojů
- pro těsnění
- tavná lepidla
- hybridní lepidla
- lepidla na bázi polyvinylacetátu

Podle látky, která je jejich základem
- živočišná:
  - kostní (klih)
  - kožní
  - albuminové (krevní, bílek)
  - kaseinová (mléčná)
- rostlinná:
  - škroby
  - mouky
  - pryskyřicová
  - kaučuková (lepíme plastické hmoty)
- syntetická

## Mechanizmy vytvrzování lepidel
- anaerobní reakcí
- vystavení UV světlu
- anionové reakci (kyanoakryláty)
- aktivačním systémem (modifikovaná akrylická lepidla)
- vytvrzení vlhkostí prostředí (silikony, uretany)
- vytvrzení teplem (epoxidy)
- vychladnutím (tavná lepidla například pro lepení kartonáže nebo etiket na obaly)

## Výběr lepidla
Při výběru lepidel je třeba zvážit vhodnost jeho použití na aplikaci a to vzhledem k několika faktorům. Jsou to zejména materiály lepených ploch, požadovaná pevnost spoje a mechanické namáhání všeobecně, rychlost fixace, těsnost spoje, vzhled spoje, tepelné nebo chemické namáhání spoje, elektrické vlastnosti a obecně vlastnosti po vytvrzení.